# Zielona Góra (województwo wielkopolskie)
Zielona Góra – osada leśna w Polsce, w województwie wielkopolskim, w powiecie pilskim, w gminie Wyrzysk.
W latach 1975–1998 miejscowość administracyjnie należała do województwa pilskiego.